# Marquesado de la Puebla de Parga
El marquesado de la Puebla de Parga es un título nobiliario español creado el 18 de marzo de 1680 por el rey Carlos II de España a favor de José de Bolaño Rivadeneyra y Mariñas, señor de la Puebla de Parga, en reconocimiento de «la importancia y antigüedad de su linaje».

## Denominación
Su nombre se refiere a la villa de la Puebla de Parga, en Galicia.

## Marqueses de la Puebla de Parga
|                        | Titular                                                     | Periodo                |
| Creación por Carlos II | Creación por Carlos II                                      | Creación por Carlos II |
| ---------------------- | ----------------------------------------------------------- | ---------------------- |
| I                      | José de Bolaño Rivadeneyra y Mariñas                        | 1680-1701              |
| II                     | María Josefa de Bolaño y Castro                             | 1701-1749              |
| III                    | María Josefa de los Cobos y Bolaño                          | 1749-1767              |
| IV                     | Domingo Gayoso de los Cobos                                 | 1767-1803              |
| V                      | Joaquín María Gayoso de los Cobos y Bermúdez de Castro      | 1803-1849              |
| VI                     | Francisco de Borja Gayoso de los Cobos y Téllez-Girón       | 1849-1860              |
| VII                    | Jacobo María Gayoso de los Cobos y Téllez-Girón             | 1860-1871              |
| VIII                   | Francisca de Borja Gayoso de los Cobos y Sevilla            | 1877-1914              |
| IX                     | María Rafaela Fernández de Henestrosa y Gayoso de los Cobos | 1914-1952              |
| X                      | Ignacio de la Huerta y Fernández de Henestrosa              | 1952-2001              |
| XI                     | Álvaro de la Huerta Ozores                                  | 2004-2018              |
| XII                    | Álvaro Patricio de la Huerta Christopher                    | 2023-actual titular    |

## Historia de los marqueses de la Puebla de Parga
- José de Bolaño Rivadeneyra y Mariñas (m. 15 de septiembre de 1701),[3] I marqués de la Puebla de Parga, señor de Torés (Los Nogales, Junqueras, Cillobre, etc.[4]

Casó con Inés de Castro y Pimentel. Le sucedió su hija:
- María Josefa de Bolaño y Castro, II marquesa de la Puebla de Parga.[2][5]

Casó, en primeras nupcias, con Antonio de Navia y Bolaño y, después de enviudar, contrajo matrimonio con Tomás de los Cobos y Luna. Le sucedió su hija:
- María Josefa de los Cobos Bolaño (m. Madrid, 28 de agosto de 1767), III marquesa de la Puebla de Parga en 1749.[6]

Contrajo matrimonio con Fernando Gayoso Arias Ozores y López de Lemos (1697-1751), IV marqués de San Miguel das Penas y la Mota y VII conde de Amarante. Le sucedió su hijo:
- Domingo Gayoso de los Cobos (3 de octubre de 1735-Valladolid, 4 de septiembre de 1803), IV marqués de la Puebla de Parga, XI marqués de Camarasa,[8] IX conde de Ricla,[9] XV conde de Castrojeriz[10] estos últimos tres títulos heredados de su tía segunda, Baltasara Teresa de los Cobos,[11] VI marqués de San Miguel das Penas y la Mota, IX conde de Amarante y  XIV conde de Rivadavia, título heredado de su tío segundo Diego Sarmiento de Mendoza, fallecido en 1776.[12]

Casó, el 10 de junio de 1771, con Ana Gertrudis Bermúdez de Castro. Sucedió su hijo:
- Joaquín María Gayoso de los Cobos y Bermúdez de Castro (La Coruña, agosto de 1778-6 de mayo de 1849),[10] V marqués de la Puebla de Parga,[14] XII marqués de Camarasa,[15] conde de Rivadavia y X conde de Ricla VII marqués de San Miguel das Penas y la Mota y X conde de Amarante.[16]

Casó, el 21 de diciembre de 1800, con María Josefa Téllez-Girón y Pimentel (m. 1817), hija de los IX duques de Osuna, Pedro Téllez-Girón y Pacheco y su esposa María Josefa Pimentel y Téllez-Girón. Le sucedió su hijo:
- Francisco de Borja Gayoso de los Cobos y Téllez-Girón (m. 25 de febrero de 1860), VI marqués de la Puebla de Parga,[18] XIII marqués de Camarasa,[15] XI conde de Amarante, XVI conde de Rivadavia, XI conde de Ricla, XVII conde de Castrojeriz, prócer del reino y senador vitalicio.[19]

Sin descendencia, le sucedió su hermano:
- Jacobo María Gayoso de los Cobos y Téllez-Girón (Santiago de Compostela, 14 de septiembre de 1816-París, 20 de diciembre de 1871), VII marqués de Puebla de Parga, XIV marqués de Camarasa,[15] XII conde de Amarante,[21] XII conde de Ricla, XVIII conde de Castrojeriz, XVII conde de Rivadavia.[22] y senador vitalicio.[15][23]

Contrajo matrimonio, el 30 de junio de 1853, con Ana María del Carmen de Sevilla y Villanueva Sousa (m. 1866), dama noble de la Orden de María Luisa en 1854, hija de Jerónimo de Sevilla y León III marqués de Negrón y de María Francisca de Villanueva y Zaldívar, dama de María Luisa en 1841. Le sucedió su hija:
- Francisca de Borja Gayoso de los Cobos y Sevilla (Nápoles, 12 de mayo de 1854-Madrid, 2 de abril de 1926), VIII marquesa de la Puebla de Parga, XV marquesa de Camarasa,[15] XIII condesa de Ricla,[27] XIX condesa de Castrojeriz y marquesa de San Miguel das Penas y la Mota.

Casó, el 10 de abril de 1877, con Ignacio Fernández de Henestrosa y Ortiz de Mioño, X conde de Moriana del Río y XII marqués de Cilleruelo.. En 1914 le sucedió su hija a quien cedió el título:
- María Rafaela Fernández de Henestrosa y Gayoso de los Cobos (Las Fraguas, Santander, 16 de diciembre de 1882[28]-16 de enero de 1979),[29] IX marquesa de la Puebla de Parga[30] y XII duquesa de Mandas y Villanueva.[29]

Casó, el 18 de abril de 1912, con Ricardo de la Huerta y Avial (1880-1931). En 1952, le sucedió su hijo, a quien cedió el título:
- Ignacio de la Huerta y Fernández de Henestrosa (Madrid, 8 de agosto de 1913-19 de septiembre de 2001), X marqués de la Puebla de Parga[31] y XIII duque de Mandas y Villanueva.[29]

Casó, el 6 de octubre de 1943, con María de los Ángeles Ozores y Santamarina, hija de Gonzalo Ozores y Saavedra, marqués de Aranda, y de su segunda esposa María de los Ángeles Santamarina y Romero. Le sucedió su hijo:
- Álvaro de la Huerta Ozores (m. Madrid 26 de marzo de 2018),[32] XI marqués de la Puebla de Parga.[33]

Casó con Frances Christopher. Sucedió su hijo:
- Álvaro de la Huerta y Christopher,  XII marqués de la Puebla de Parga.[34]